# Giru

s
Giru – miasto w Australii, w stanie Queensland.